# Aurelio Bienato
Aurelio Bienato, in lingua latina: Aurelius Bienatus (Milano, 1440 circa – Martirano, ultimi mesi del 1496), è stato un vescovo cattolico e letterato italiano.

## Biografia
Aurelio Bienato nacque a Milano. Non si sa quando scese a Napoli; risulta comunque essere stato allievo di Lorenzo Valla e lettore di retorica all'università di Napoli dal 1470 al 1480. Frutto di queste lezioni è il commento a Quintiliano, inedito, composto tra il 1475 e il 1476. Fu maestro di Pietro di Aragona, terzogenito di Alfonso, duca di Calabria e di Ippolita Maria Sforza, il quale diverrà luogotenente generale in Calabria nel 1486. Nel 1485 Bienato fu nominato vescovo di Martirano, in Calabria, sede che mantenne fino alla sua morte, avvenuta negli ultimi mesi del 1496, dato che il suo successore Angelo Pappacoda fu nominato il 9 gennaio 1497. Bienato fu coinvolto in un episodio alquanto oscuro: il 20 febbraio 1490 tentò il suicidio dopo aver ferito un prete con un colpo di spada.

## Opere
- Aurelii Bienati viri doctissimi Grammaticen, Impressum Neapoli: per magistrum Ioannem Antonium de Caneto, 1507 die xii mensis Iunii
- Aurelii Bienati viri quam eruditissimi in elegantiarum sex libros Laurentii Vallae disertissimi Epithomata nuper recognita, Venetiis: per Melchiorem Sessam, 1531
- Aurelii episcopi Martoranensis oratio in funere Laurentii Medice Neapoli habita (Stampata a Milano da Filippo Mantegazza dopo l'8 aprile 1492[4]
- Commento a Quintiliano, inedito[5].